# Étang de Gnioure
L'étang de Gnioure est un lac artificiel de barrage des Pyrénées françaises situé en haute Ariège dans la vallée de Siguer, affluent du Vicdessos. Le barrage a été édifié entre 1939 et 1950, et est actuellement exploité par Électricité de France.

## Toponymie
Le mot Étang prend ici le sens de « lac » et vient d'une francisation du mot Estany (de estaïng/estaŋ venant du latin stagnum) commun dans la région. On retrouve ce toponyme pour désigner les lacs des Pyrénées et au-delà dans le Val d'Aran, en Ariège, dans les Pyrénées-Orientales, en Andorre et en Catalogne. Les lacs naturels des Pyrénées sont tous assez petits, toutefois avec la construction de lacs de barrage beaucoup plus étendus, on a repris ce nom sans distinction de superficie.
Plus à l'ouest de la chaîne, les étendues d'eaux de même nature sont désignées par lac côté français ou ibon côté aragonais, toutefois le toponyme revient dans le nom du lac d'Estaing et du lac d'Estaens, voire le gave d'Estaing.

## Géographie
Le lac est partagé par les communes de Lercoul à l'ouest et de Siguer à l'est. Il est dominé par le pic de l'Aspre (2 744 m).

### Hydrographie

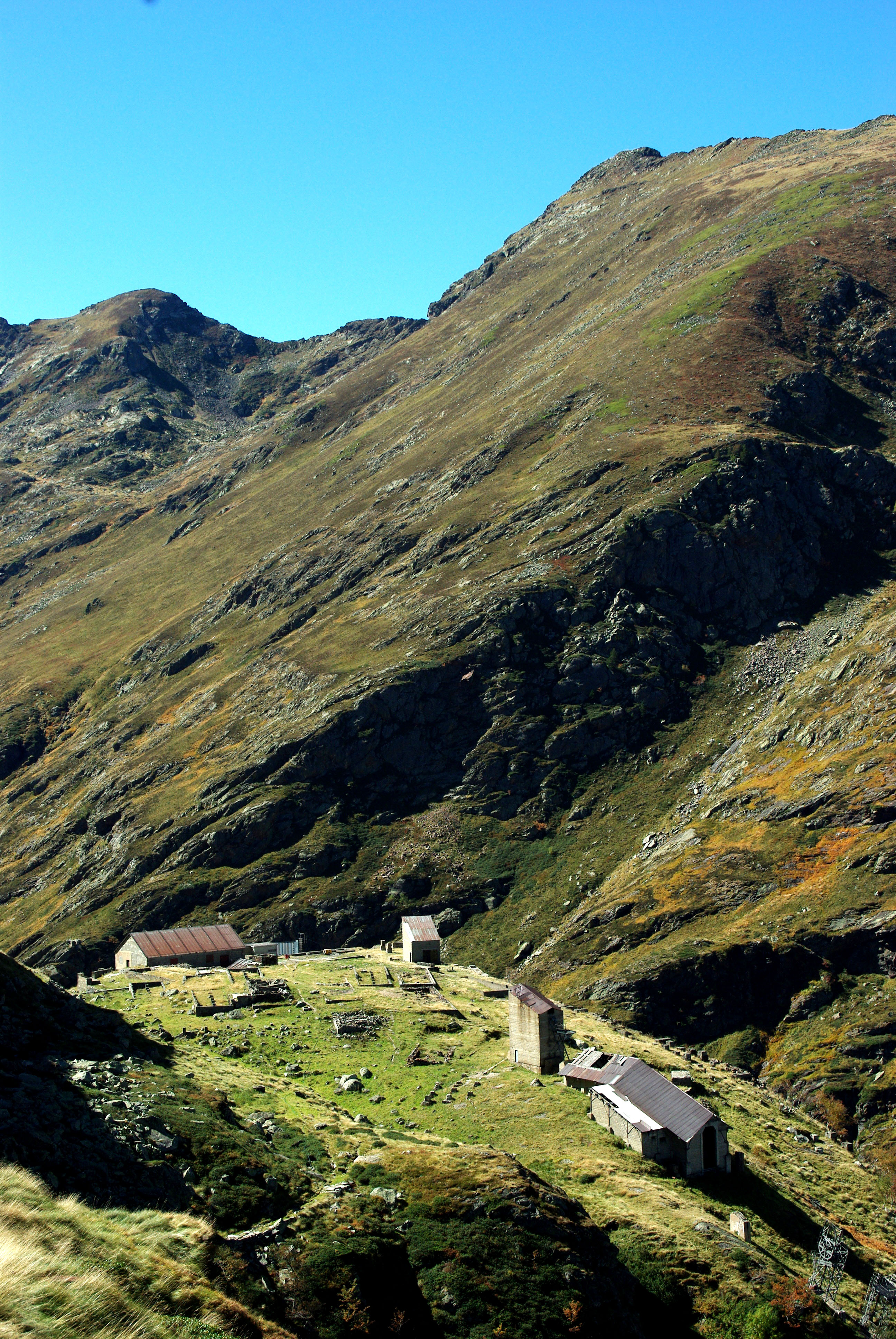
Base édifiée pour la construction avec la gare d'arrivée du téléphérique de service et des bâtiments en bon état pour l'accueil et l'hébergement des équipes entretenant le barrage (photog. en octobre 2010)

L'étang de Peyregrand envoie ses eaux par une conduite souterraine vers le lac de barrage de Gnioure, et de là vers la centrale hydroélectrique de Pradières, dans une autre des vallées du Vicdessos, celle d'Artiès.

## Histoire
Mis en service en 1950, le barrage fait partie des grands équipements hydroélectriques de la vallée du Vicdessos. D'importants travaux de rénovation (réfection d'environ 6 000 m2 de parement amont) ont été opérés en 2010. Outre la production électrique, son rôle s'est étendu à l'irrigation en servant de réserve d'eau pour le sud-ouest de la France. En période de sécheresse, il permet également un apport d'eau nécessaire au refroidissement de la centrale nucléaire de Golfech située le long de la Garonne.

## Caractéristiques du barrage
L'ouvrage, de type poids, est construit en maçonnerie et béton cyclopéen, sur des fondations en gneiss.
- Hauteur : 72 m
- Longueur de crête : 260 m
- Largeur de la crête : 7 m
- Largeur à la base : 56 m
- Altitude de la crête : 1832 m[6]

## Voies d'accès
L'étang n'est pas accessible par la route. Il constitue un but de randonnée estivale pour laquelle il convient de compter plus de six heures aller-retour. En effet, ces hautes vallées du Siguer et du Bourguenat sont dépourvues de routes et d'accès assez difficile ; le GR 10 lui-même s'écarte des hauteurs pour passer par les cinq villages. Il est cependant longé en rive droite par le GR Transfrontalier 64 qui franchit la frontière andorrane au port de l'Albeille.